# Треті думки
Треті думки (англ. Third Thoughts) — науково-популярна книга Нобелівського лауреата Стівена Вайнберга, видана в 2018 році англійською мовою у видавництві Harvard University Press, присвячена питанням космології. Являє собою збірку з 25 есеїв, написаних Стівеном Вайнбергом в основному в десятиліття, що передувало виданню.

## Зміст
У книзі автор розмірковує над різними темами від глобально-космологічних до особистих, від астрономії, квантової механіки та історії науки до обмеженості сучасних знань і мистецтва відкриттів. Вайнберг ділиться своїми поглядами на деякі з найбільш фундаментальних та захопливих аспектів фізики та Всесвіту. Автор також торкається політичного й соціального аспекту науки, наприклад він вважає дурістю величезні витрати на здійснення пілотованих космічних польотів, зазначає шкоду від нерівності та важливість суспільних благ.
Вайнберг досліджує невизначеність у майбутніх фізичних теоріях. Він прямо визнає, що не до кінця знає, що таке елементарна частинка, або як краще інтерпретувати квантову механіку. Інтуїтивно він відчуває, що ніщо на горизонті не є цілком задовільним, і що мають бути інші можливості.
Есеї на суспільні теми показують думки Вайнберга про податки, його розчарування колишнім президентом США Бараком Обамою за нездатність більш прямолінійно протистояти економічній нерівності. В одному з есеїв він критикує низку програм сучасної космонавтики, стверджуючи: «Єдина технологія, для якої добре підходить програма пілотованих космічних польотів, — це технологія збереження життя людей у космосі. І єдиний попит на цю технологію — у самій програмі пілотованих космічних польотів».
Книга наповнена яскравими поясненнями широкого спектра фізичних явищ, також вона дає можливість простежити за блуканням розуму видатного вченого з різних тем — від фізики високих енергій та будови космосу до поезії, від історії та філософії науки до небезпек економічної нерівності.